# 渡波
渡波（わたのは）は、宮城県石巻市にある大字および地区名（後述）。旧牡鹿郡根岸村端郷渡波町・祝田浜・佐須浜、旧牡鹿郡渡波町大字根岸の一部、大字祝田・大字佐須の全部に相当する。郵便番号は986-2235。2025年（令和7年）1月時点では住居表示未実施。石巻市の住民基本台帳によると、2024年（令和6年）5月時点での人口は5,391人、世帯数は2,539世帯である。

## 地理
石巻市の東部に位置しており、住所表示実施により飛び地が発生している。これは昭和42年から昭和50年までの度重なる住居表示実施により、渡波町、幸町、塩富町、伊勢町、浜松町、松原町、万石町、三和町、大宮町、後生町、長浜町、新成、さくら町が分離独立したことによる。域内は国道398号、JR石巻線が走っており、渡波駅を中心に栄えている。北部は森林や田畑があり、南部は石巻湾に、東部は万石浦に面している。

### 地価
2020年（令和2年）時点での渡波字根岸前58番22での公示地価は27,700円/m2になっている
。

### 祝田
祝田（いわいだ）は渡波域内の一地区の名称であり、旧牡鹿郡祝田浜、旧牡鹿郡渡波町大字祝田に相当し、万石浦の南岸に位置する。古くは岩井田とも記された。
安永2年の代数有之御百姓書出によれば、天文年間に肥後国の浪人、佐々木肥後という者がこの地に居住し開墾に着手したことが集落の起源であるとされる。江戸期は牡鹿郡浜方狐崎組大肝煎扱いの村で牡鹿郡万御改書上では元禄年間の村高は16石余、人口175人、集落の規模は東西1里15間、南北1里1町13間であったと記されている。

### 佐須
佐須（さす）は渡波域内の一地区の名称であり、旧牡鹿郡佐須浜、旧牡鹿郡渡波町大字佐須に相当し、万石浦の入口で石巻湾に面した海岸に位置する。古くは指浜、目指浜とも呼ばれた。
宮城県地名考によると佐須とは焼畑のことを指し、焼畑により開拓が進められた土地であったことが地名の由来とされる。江戸期は牡鹿郡浜方狐崎組大肝煎扱いの村で牡鹿郡万御改書上では元禄年間の村高は8石余、人口292人、集落の規模は東西15町40間、南北3町であったと記されている。
封内風土記によると、村社は尾崎神社、村寺は曹洞宗柳沢山洞源院であったとされる。尾崎神社付近にはオオバボダイジュ、ケヤキ、カシワ、エゾイタヤなどを混成するイヌシデ林がある。

### 小字
仙台法務局石巻支局の「石巻市登記所備付地図データ」（2024年10月5日時点）およびデジタル庁公表のアドレス・ベース・レジストリの「宮城県町字マスターデータセット」（2024年8月13日時点）および運輸局公表の「東北運輸局宮城運輸支局住所コード表」（2024年11月1日時点）によれば、渡波の小字は以下の通りである。
| 町字ID | 小字             | 出典         | 出典         | 出典 |
| 町字ID | 小字             | 町字マスター | 運輸局コード | 登記 |
| ------ | ---------------- | ------------ | ------------ | ---- |
| 167101 | 字旭ケ浦         | ○            | ○            | ○    |
| 167102 | 字クルミ浜       | ○            | ○            | ○    |
| 167103 | 字卯津木花       | ○            | ○            | ○    |
| 167104 | 字栄田           | ○            | ○            | ○    |
| 167105 | 字黄金浜         | ○            | ○            | ○    |
| 167106 | 字沖ノ松井       | ○            | ○            | ○    |
| 167107 | 字沖曽根         | ○            | ○            | ○    |
| 167108 | 字沖六勺         | ○            | ○            | ○    |
| 167109 | 字屋敷浜         | ○            | ○            | ○    |
| 167110 | 字下伊勢谷地     | ○            | ○            | ○    |
| 167111 | 字下榎壇         | ○            | ○            | ○    |
| 167112 | 字下南沼         | ○            | ○            | ○    |
| 167113 | 字花立山         | ○            | ○            | ○    |
| 167114 | 字蟹ケ沢         | ○            | ○            | ○    |
| 167115 | 字鴨田           | ○            | ○            | ○    |
| 167116 | 字牛若山         | ○            | ○            | ○    |
| 167117 | 字境釜           | ○            | ○            | ○    |
| 167118 | 字橋下           | ○            | ○            | ○    |
| 167119 | 字栗林           | ○            | ○            | ○    |
| 167120 | 字犬谷           | ○            | ○            | ○    |
| 167121 | 字後生橋         | ○            | ×            | ×    |
| 167122 | 字根岸前         | ○            | ○            | ○    |
| 167123 | 字佐須           | ○            | ○            | ○    |
| 167124 | 字佐須藤ケ崎     | ○            | ○            | ○    |
| 167125 | 字際             | ○            | ○            | ○    |
| 167126 | 字際前           | ○            | ○            | ○    |
| 167127 | 字三枚田         | ○            | ○            | ○    |
| 167128 | 字山下           | ○            | ○            | ○    |
| 167129 | 字山居           | ○            | ○            | ○    |
| 167130 | 字山崎           | ○            | ○            | ○    |
| 167131 | 字四勺           | ○            | ○            | ○    |
| 167132 | 字鹿松           | ○            | ○            | ○    |
| 167133 | 字鹿松山         | ○            | ○            | ○    |
| 167134 | 字渋井           | ○            | ○            | ○    |
| 167135 | 字祝田           | ○            | ○            | ○    |
| 167136 | 祝田の壱         | ○            | ○            | ○    |
| 167137 | 字祝田藤ケ崎     | ○            | ○            | ○    |
| 167138 | 字小法師         | ○            | ○            | ○    |
| 167139 | 字松前           | ○            | ○            | ○    |
| 167140 | 字上伊勢谷地     | ○            | ○            | ○    |
| 167141 | 字上榎壇         | ○            | ○            | ○    |
| 167142 | 字新釜           | ○            | ○            | ○    |
| 167143 | 字新沼           | ○            | ○            | ○    |
| 167144 | 字新千刈         | ○            | ○            | ○    |
| 167145 | 字神明           | ○            | ○            | ○    |
| 167146 | 字仁田山         | ○            | ○            | ○    |
| 167147 | 字須崎浜         | ○            | ○            | ○    |
| 167148 | 字西ケ崎         | ○            | ○            | ○    |
| 167149 | 字青木浜         | ○            | ○            | ○    |
| 167150 | 字千刈           | ○            | ○            | ○    |
| 167151 | 字千刈田         | ○            | ○            | ○    |
| 167152 | 字早坂山         | ○            | ○            | ○    |
| 167153 | 字袖ノ浜         | ○            | ○            | ○    |
| 167154 | 字大岩           | ○            | ○            | ○    |
| 167155 | 字大森           | ○            | ○            | ○    |
| 167156 | 字大畑           | ○            | ○            | ○    |
| 167157 | 字大浜           | ○            | ○            | ○    |
| 167158 | 字大林下         | ○            | ○            | ○    |
| 167159 | 字谷地頭         | ○            | ○            | ○    |
| 167160 | 字狸荒           | ○            | ○            | ○    |
| 167161 | 字地竹           | ○            | ○            | ○    |
| 167162 | 字中三勺         | ○            | ○            | ○    |
| 167163 | 字長浜           | ○            | ○            | ○    |
| 167164 | 字鳥ノ巣         | ○            | ○            | ○    |
| 167165 | 字転石山         | ○            | ○            | ○    |
| 167166 | 字土屋敷         | ○            | ○            | ○    |
| 167167 | 字道屋敷         | ○            | ○            | ○    |
| 167168 | 字念仏壇         | ○            | ○            | ○    |
| 167169 | 字八幡山         | ○            | ○            | ○    |
| 167170 | 字浜曽根         | ○            | ○            | ○    |
| 167171 | 字浜曽根の壱     | ○            | ○            | ○    |
| 167172 | 字浜曽根山       | ○            | ○            | ○    |
| 167173 | 字不動下         | ○            | ○            | ○    |
| 167174 | 字北大沼         | ○            | ○            | ○    |
| 167175 | 字本網           | ○            | ○            | ○    |
| 167176 | 字満和多         | ○            | ○            | ○    |
| 167177 | 字明神前         | ○            | ○            | ○    |
| 167178 | 字梨木畑         | ○            | ○            | ○    |
| 167179 | 字貉坂山         | ○            | ○            | ○    |
| なし   | 字沖の待         | ×            | ○            | ×    |
| なし   | 字沖四勺         | ×            | ○            | ×    |
| なし   | 字下伊勢谷地の１ | ×            | ○            | ×    |
| なし   | 字曽根           | ×            | ○            | ×    |
| なし   | 字西ヶ崎の一     | ×            | ○            | ×    |
| なし   | 字韮塚           | ×            | ○            | ×    |
| なし   | 字南大沼         | ×            | ○            | ×    |
| なし   | 字山伏           | ×            | ○            | ×    |

### 安永期にみえる小字
安永風土記御用書出によると安永2年時点での根岸村端郷渡波町の小字は以下の通りである。
- 本町
- 南町
- 裏町
- 新田町
- 新町
- 谷地
- 濱新田
- 長濱
- 鳥濱
- 松原
- 谷地中
- 六軒町
- 肥後橋

### 明治期にみえる小字
明治期、後に大字渡波となる地域には根岸村、祝田浜、佐須浜が存在していたため、宮城県各村字調書に記載されている根岸村、祝田浜、佐須浜の明治17、18年頃の小字を挙げる。ただし、根岸村の小字の中には、1959年（昭和34年）5月15日に牡鹿郡稲井町に編入された領域（現在の根岸）も含むことに注意。
- 根岸村
  - 山伏
  - 戸ノ入
  - 際
  - 上南沼
  - 鴨田
  - 小法師
  - 谷地頭
  - 下南沼
  - 橋下
  - 西
  - 不動下
  - 韮塚（ひるつか）
  - 渋井
  - 南大沼
  - 北大沼
  - 沖曽根
  - 曽根
  - 山下
  - 堤下
  - 卵ツ木花
  - 三枚田
  - 千刈
  - 千刈田
  - 栗林
  - 西ケ崎
  - 山崎
  - 二ツ壇
  - 明神前
  - 沖ノ松井
  - 万海壇
  - 南万海壇
  - 上榎壇
  - 下榎壇
  - 念仏壇
  - 後生橋
  - 新田町
  - 六軒丁
  - 裏町
  - 新町
  - 肴町
  - 渡波本町
  - 中町
  - 南町
  - 長浜
  - 大宮町
  - 七軒丁
  - 下伊勢谷地
  - 南伊勢谷地
  - 上伊勢谷地
  - 浜曽根
  - 庵ノ平
  - 狸坂山
  - 下水抜山
  - 上水抜山
  - 早坂山
  - 入ノ沢
  - 宮ノ下
  - 熊野山
  - 坂下山
  - 大和田
  - 広見
  - 中
  - 竹ノ下
  - 戸ノ入山
  - 山下山
  - 水戸垣山
  - 船林山
  - 大林山
  - 小法師山
  - 白石窪山
  - 大柵山
  - 鹿ノ松山
  - 不動下山
  - 松前山
  - 前三句
  - 新釜
  - 沖六勺一番～六番
  - 中三勺一番～三番
  - 鳥ノ巣一番〜二番
  - 四勺一番～四句三番
  - 境釜
  - 岸釜
  - 明神釜
  - 石田釜
  - 松前東
- 祝田浜
  - 上池ノ尻
  - 台畑
  - 遠田
  - 梨木畑
  - 的場
  - 大森
  - 遠田畑
  - 家ノ上
  - サメシマ
  - 細寄
  - 池ノ平
  - 姥ケ浜
  - ヒツ浦
  - 元木戸
  - 上田和
  - 大浜
  - 前山
  - 屋敷浜
  - 蟹ケ沢山
  - 大森山
  - 荒具山
  - 曲リ山
  - 犬谷山
  - 遠田山
  - 清水山
  - 八幡山
  - 仁田山
  - 元木戸山
  - 池ノ尻
  - 鮫島山
  - 神明山
  - 西ノ入山
  - クルミ浜山
  - クルミ山
  - 家ノ上山
  - 斎ノ神山
  - ヒツ浦山
  - 大畑山
  - 上ノ山
  - クミダ山
  - 清水田山
  - 藤ヶ崎山
  - 地竹浜山
  - 一本杉山
  - 屋敷浜山
  - 須崎浜山
  - 花立山
  - 牛若山
- 佐須浜
  - 屋敷畑
  - 田ノ浜
  - 神ノ浜
  - 伊勢畑
  - 韮崎
  - 横道下
  - 伊勢
  - 坂ノ山
  - 横道上
  - 家ノ上山
  - 藤ケ崎山
  - 大峯山
  - 三年林山
  - マミアラ山
  - 入山
  - 袖向山
  - 犬唱山（いぬなかせやま）
  - 物見石山
  - マワタ山
  - 水流山
  - 道屋敷山
  - 立石山
  - 念仏山
  - 本網山
  - 臼根山
  - 山居山

## 歴史
「渡波」の名の史料上の初見は1698年（元禄11年）5月15日成立の牡鹿郡萬御改書上であるとされる。ただ、1773年（安永2年）3月成立の根岸村端郷渡波町風土記御用書出には、
とあるため、元禄の牡鹿郡萬御改書上成立以前の未発見文書資料の存在も考えられる。
根岸村の端郷として扱われていたが、江戸期になると大金寺参詣者のための万石浦-山鳥渡間客船および五十集船の泊地、参詣客や塩田関係者などで賑わう宿場町として繁栄するに従い、根岸村の中心は根岸本郷から端郷渡波へと移っていった。
また、古くは金華山へ参詣するには牡鹿半島を縦断する金華山道で鮎川浜までの10余里を歩く必要があったが、歩き通すのが困難なため、万石浦から船に乗り島へ向かう人も多く、泊地及び宿場町として栄えた。
1960年まで東名塩田（現：東松島市に所在地）とともに県下の二大塩田と呼ばれた渡波塩田があった。渡波塩田は、入浜式塩田に部類され、1626年（寛永3年）に造営された塩田であり、1807年（文化4年）時点で仙台藩領内の産塩高の45%を占めている。その起源は、流留村の菊地与惣右衛門が上方旅行の際に、江戸湾の行徳塩田へと立ち寄り、技術者二名を連れ帰ったことから始まるとされる。

## 沿革
- 文久元年 - 渡波町の海岸通りで火事がおこる[10]。
- 1889年（明治22年）4月 - 牡鹿郡根岸村、同郡祝田浜、同郡佐須浜が合併し、牡鹿郡渡波町が成立[10]。
- 1959年（昭和34年）4月 - 牡鹿郡渡波町が石巻市へと編入合併されるに伴い、渡波町の一部をもって石巻市渡波が成立[11]。
- 1967年（昭和42年） - 渡波より渡波町一丁目から渡波町三丁目が分離独立、以前は渡波字下伊勢谷、駅前、念仏壇、本町、裏町、中町、肴町の一部であった[6]。
- 1975年（昭和50年）4月8日 - 曹洞宗柳沢山洞源院が山号を輝寶山に変える[22]。
- 2017年（平成29年）1月20日 - 渡波からさくら町が分離成立する[23]。
- 2021年3月30日 - 都市計画道路渡波稲井線が開通[24]。

### 名称の由来
諸説あるが、安永風土記は渡波の名称の由来について
とあり、開発当初は「波打渡の渚村」と呼んだが名前が長すぎたので渡波と改称されたと記されている。
その他、入江を意味するアイヌ語の「ワッタリ」が転訛したことに由来するという説もある。

## 施設
- 石巻市立万石浦小学校（渡波字境釜1-1）[25]
- 渡波尾埼灯台（渡波字本網2）
- 宮城県慶長使節船ミュージアム（渡波字大森30-2）[26]
- 宮城県水産技術総合センター（渡波字袖ノ浜97-6）[27]

## 交通

### 道路・橋梁
- 国道398号
- 宮城県道2号石巻鮎川線
- 都市計画道路渡波稲井線[24]
- サン・ファントンネル[28]

### バス
- ミヤコーバス[29]

### 鉄道
域内に鉄道はないが、最寄駅は渡波駅（JR石巻線）である。

## 小・中学校の学区
小・中学校の学区は以下の通りとなる。
| 大字 | 字・番地 | 小学校               | 中学校               |
| ---- | --- | -------------------- | -------------------- |
| 渡波 | 鹿松、不動下、谷地頭、小法師、鹿松山、沖曽根、大林下、新沼、橋下、転石山、際、早坂山、山崎、西ヶ崎、卯津木花、根岸前、際前、新千刈、千刈田、栗林、沖ノ松井、黄金浜、栄田、浜曽根、浜曽根山、浜曽根の壱、下榎壇、渋井、上伊勢谷地、上榎壇の各全部および旭ヶ浦、念仏壇の各一部 | 石巻市立渡波小学校   | 石巻市立渡波中学校   |
| 渡波 | 祝田、祝田の壱、神明、大森、梨木畑、大浜、クルミ浜、大畑、花立山、佐須、山居、佐須藤ヶ崎、袖の浜、鳥ノ巣、中三勺、四勺、沖六勺、境釜、新釜の各全部および旭ヶ浦、念仏壇の各一部                                                                                               | 石巻市立万石浦小学校 | 石巻市立万石浦中学校 |

## 人口
2024年（令和6年）5月末時点での域内の人口は以下の通りである。
| 小字         | 世帯数    | 男      | 女      | 計      |
| ------------ | --------- | ------- | ------- | ------- |
| 字四勺       | 8世帯     | 8人     | 10人    | 18人    |
| 字旭ケ浦     | 149世帯   | 135人   | 157人   | 292人   |
| 字祝田       | 36世帯    | 35人    | 37人    | 72人    |
| 字祝田の壱   | 24世帯    | 32人    | 26人    | 58人    |
| 字卯津木花   | 8世帯     | 8人     | 8人     | 16人    |
| 字大浜       | 1世帯     | 1人     | 1人     | 2人     |
| 字大林下     | 1世帯     | 1人     | 1人     | 2人     |
| 字大森       | 9世帯     | 7人     | 8人     | 15人    |
| 字沖六勺     | 132世帯   | 153人   | 177人   | 330人   |
| 字沖曽根     | 1世帯     | 0人     | 1人     | 1人     |
| 字沖ノ松井   | 2世帯     | 3人     | 4人     | 7人     |
| 字上伊勢谷地 | 2世帯     | 3人     | 2人     | 5人     |
| 字上榎壇     | 17世帯    | 20人    | 24人    | 44人    |
| 字際         | 16世帯    | 13人    | 16人    | 29人    |
| 字際前       | 11世帯    | 8人     | 14人    | 22人    |
| 字栗林       | 3世帯     | 5人     | 3人     | 8人     |
| 字黄金浜     | 594世帯   | 643人   | 618人   | 1,261人 |
| 字小法師     | 10世帯    | 9人     | 12人    | 21人    |
| 字栄田       | 442世帯   | 459人   | 503人   | 962人   |
| 字佐須       | 17世帯    | 17人    | 15人    | 32人    |
| 字佐須藤ケ崎 | 3世帯     | 5人     | 3人     | 8人     |
| 字山居       | 1世帯     | 1人     | 0人     | 1人     |
| 字鹿松       | 22世帯    | 17人    | 26人    | 43人    |
| 字渋井       | 4世帯     | 6人     | 8人     | 14人    |
| 字下榎壇     | 115世帯   | 135人   | 138人   | 273人   |
| 字新千刈     | 110世帯   | 102人   | 119人   | 221人   |
| 字新沼       | 268世帯   | 242人   | 279人   | 521人   |
| 字神明       | 15世帯    | 14人    | 12人    | 26人    |
| 字千刈田     | 9世帯     | 11人    | 9人     | 20人    |
| 字転石山     | 7世帯     | 7人     | 11人    | 18人    |
| 字鳥ノ巣     | 92世帯    | 101人   | 100人   | 201人   |
| 字中三勺     | 81世帯    | 108人   | 107人   | 214人   |
| 字梨木畑     | 83世帯    | 85人    | 57人    | 142人   |
| 字西ケ崎     | 10世帯    | 10人    | 11人    | 21人    |
| 字仁田山     | 1世帯     | 1人     | 1人     | 2人     |
| 字根岸前     | 101世帯   | 105人   | 85人    | 190人   |
| 字念仏壇     | 85世帯    | 92人    | 80人    | 172人   |
| 字橋下       | 4世帯     | 5人     | 6人     | 11人    |
| 字浜曽根の壱 | 21世帯    | 22人    | 18人    | 40人    |
| 字浜曽根山   | 10世帯    | 8人     | 8人     | 16人    |
| 字早坂山     | 1世帯     | 0人     | 1人     | 1人     |
| 字不動下     | 1世帯     | 2人     | 1人     | 3人     |
| 字山崎       | 12世帯    | 18人    | 17人    | 35人    |
| 合計         | 2,539世帯 | 2,657人 | 2,734人 | 5,391人 |

## 東日本大震災
渡波での東日本大震災の震度は概ね5弱で、域内の犠牲者は230人で石巻市内で最も多かった。また、域内の世代・男女別の犠牲者・死亡率は以下の通りである。
| 世代と性別 | 犠牲者 | 死亡率 |
| ---------- | ------ | ------ |
| 男性       | 96人   | 2.68%  |
| 女性       | 134人  | 3.55%  |
| 15歳未満   | 16人   | 1.42%  |
| 15 - 64歳  | 82人   | 1.78%  |
| 65歳以上   | 132人  | 8.24%  |
| 合計       | 230人  | 3.13%  |

## 寺社仏閣
- 尾崎神社 - 祭神は大海津見神[34]。1874年（明治7年）4月、佐須浜の村社となった[34]。
- 日蓮宗神明山法音寺[35]
- 曹洞宗輝寶山洞源院 - 本尊は聖観世音菩薩[22]。江戸期には、石巻-江戸間を往来する千石船の乗船員の航海安全のため、「八大竜王神」を勧請奉安して祈祷の道場として栄え、円光庵、威光庵、柳光庵が建立されたが、明治時代になり、廃仏毀釈の煽りを受けて全て廃寺になった[22]。

## 渡波地区

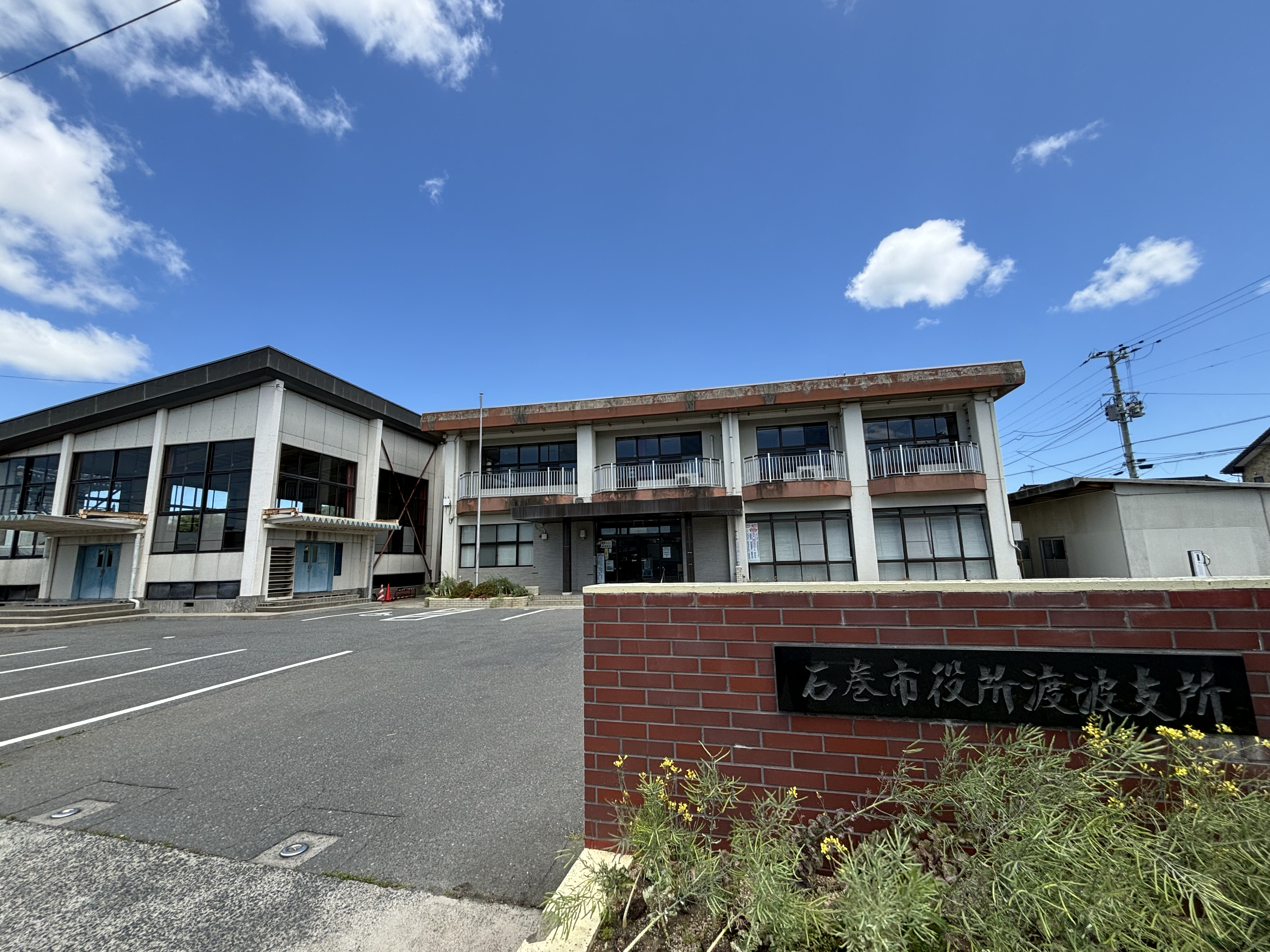
石巻市役所渡波支所

渡波地区（わたのはちく）もしくは渡波地域（わたのはちいき）は石巻市渡波支所の管区内にある地区の名前である。石巻市本庁地域のうち、旧渡波町と旧稲井町の各一部に概ね相当する。東は万石浦、西は本庁石巻地域、北は本庁稲井地域、南は太平洋に接する。

### 概要
2025年（令和6年）12月末現在の石巻市の区域別人口では、石巻地域（50,831人、26,043世帯）、蛇田地域（23,323人、10,906世帯）、河南地域（17,933人、7,376世帯）に次いで人口および世帯数が多く、人口は13,532人、世帯は6,444世帯を擁しており、人口は本庁地区（人口94,056人）の約14.39%、石巻市（人口132,447人）の10.22%を占め、世帯数は本庁地区（世帯数46,130世帯）の約13.97%、石巻市（世帯数62,480世帯）の10.31%を占める。

### 範囲
伊勢町、浜松町、松原町、大宮町、長浜町、幸町、渡波町、三和町、後生町、宇田川町、万石町、塩富町、渡波、流留、小竹浜、垂水町、新成、さくら町、沢田の一部を範囲とする。